# The Cape Verdean Blues
Albums de Horace Silver Quintet
Song for My Father
(1964) The Jody Grind (en)
(1966)
The Cape Verdean Blues est un album du Horace Silver Quintet, sorti en 1965 chez Blue Note.
Après Song for My Father, Horace Silver continue de rendre hommage à son père, originaire du Cap-Vert.
La quintet, avec Joe Henderson et Woody Shaw, est un des plus « modernistes » qu'ait eu Silver, poussant ce dernier sur des territoires qu'il n'avait jusqu'alors pas explorés,. Le tromboniste J.J. Johnson, avec qui Silver rêvait de jouer, se joint au quintet sur deux titres.

## Pistes
| No | Titre                  | Musique       | Durée |
| -- | ---------------------- | ------------- | ----- |
| 1. | The Cape Verdean Blues | Horace Silver | 4:59  |
| 2. | The African Queen      | Horace Silver | 9:36  |
| 3. | Pretty Eyes            | Horace Silver | 7:30  |
| 4. | Nutville               | Horace Silver | 7:15  |
| 5. | Bonita                 | Horace Silver | 8:37  |
| 6. | Mo' Joe                | Joe Henderson | 5:46  |

Les pistes 1 à 3 ont été enregistrées le 1er octobre 1965 ; les 4 à 6 le 22 octobre 1965.

## Musiciens
- Horace Silver : piano
- Woody Shaw : trompette
- Joe Henderson : saxophone ténor
- J.J. Johnson : trombone (sur 4 et 6)
- Bob Cranshaw  : contrebasse
- Roger Humphries (en) : batterie

## Liens
- Ressources relatives à la musique :   - AllMusic
  - Discogs
  - MusicBrainz (groupes de sorties)